# Хмарочос

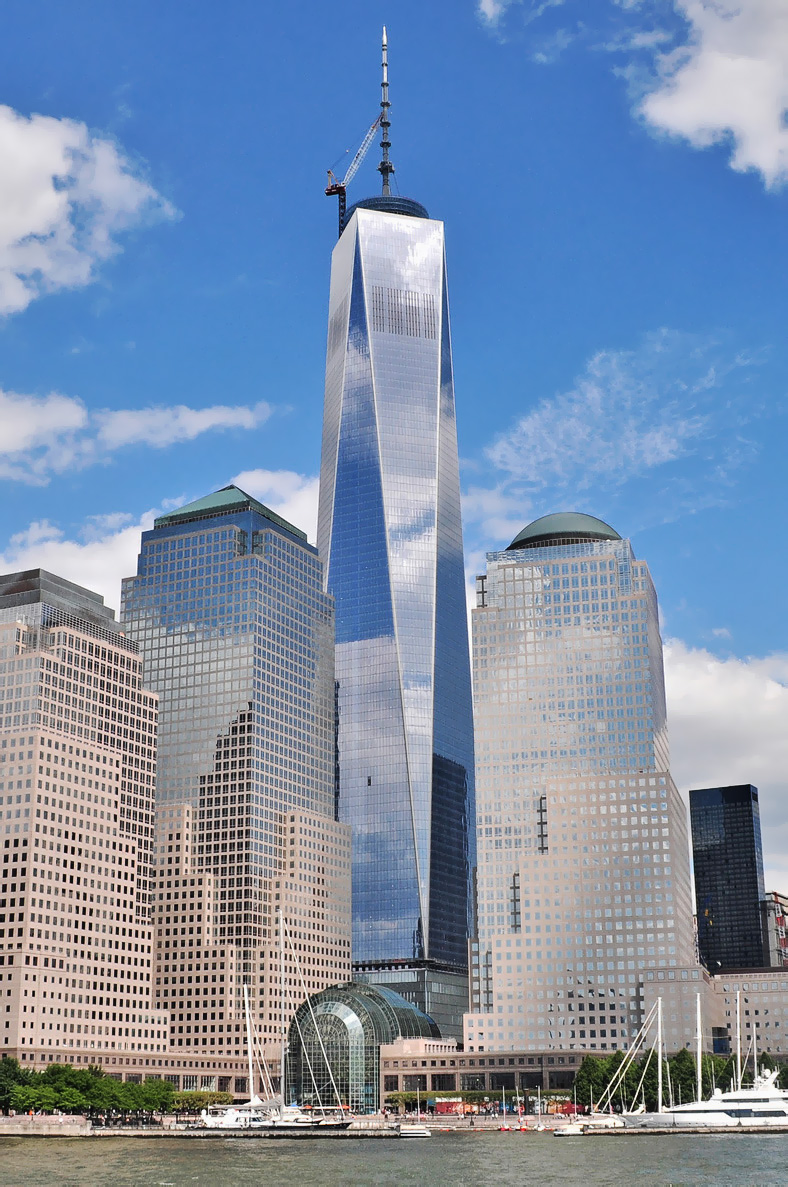
One World Trade Center — найвищий хмарочос Америки

Хмарочо́с (зрідка хмароде́р, небося́г, хмародря́п)— високий будинок житлового, офісного або адміністративного призначення. Загальновизнаних критеріїв, що визначають хмарочос, не існує. Мінімальна висота хмарочоса коливається у рамках приблизно 100—150 м. Кількість поверхів і зовнішній вигляд теж впливають на визначення хмарочоса.
Визначення хмарочоса постійно змінюється, наприклад, наприкінці XIX століття, хмарочосами називали будинки, починаючи з шести поверхів. У той час поняття «хмарочос» більше стосувалося сталево-каркасної технології конструкції, ніж висоти. Зараз воно інколи залежить від країни розташування. Коли будинок на 15 поверхів є найбільшою спорудою у країні, його можуть називати хмарочосом. В Україні діють більш-менш загальноєвропейські стандарти, де будинок на 25 або менше поверхів є звичайною висоткою, а не хмарочосом. Хмарочос часто асоціюють із покриттям зовнішньої частини будинку склом. Але це, найчастіше, належить до будинків офісного призначення.

## Історія
Англомовний термін хмарочоса почали використовувати в 1880-х роках у Сполучених Штатах Америки, коли, на той момент сучасні технології, дозволили будувати житлові та офісні споруди на шість або більше поверхів, раніше, зокрема, виникали проблеми з водопостачанням на таку висоту. Винахід сучасних ліфтів теж вплинув на ці процеси. Перші сучасні хмарочоси пов'язані з американськими містами Чикаго та Нью-Йорком.

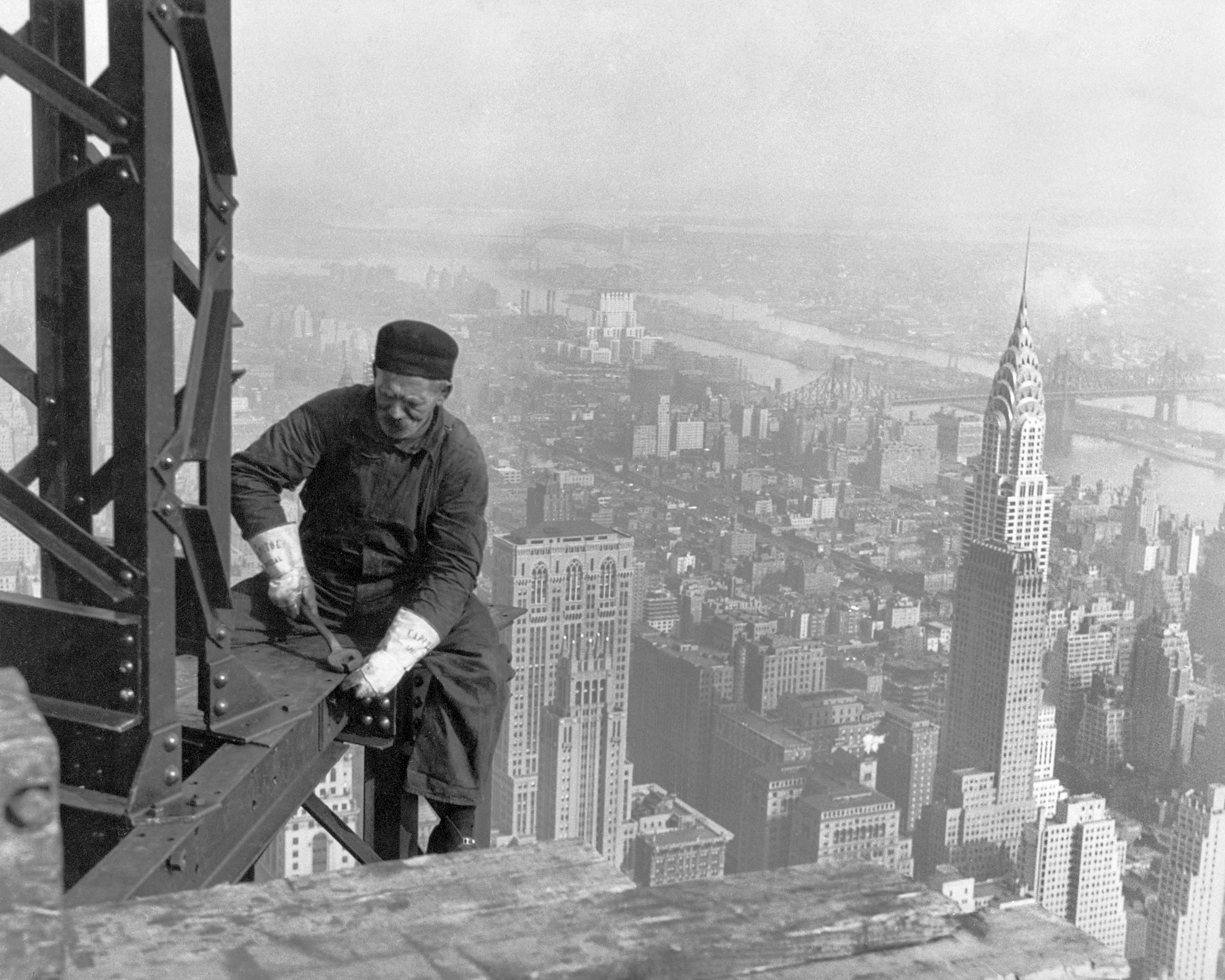
Нью-Йорк, 1930. Триває будівництво Емпайр Стейт Білдінґа. Фото Гайн Льюїс

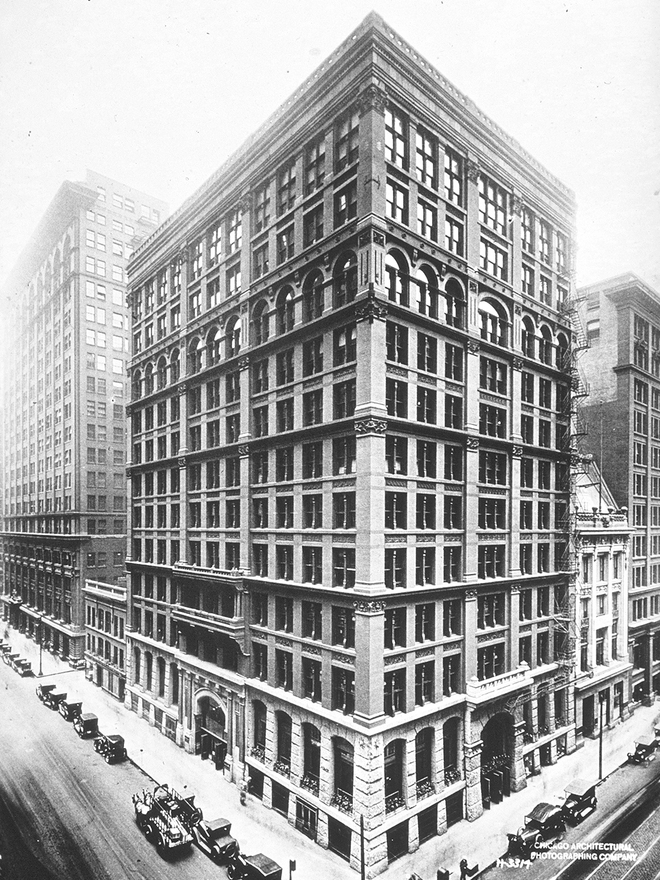
Перший сучасний хмарочос побудували в Чикаго

Першим сучасним хмарочосом вважають Будинок домашнього страхування, який спорудили в 1885 у Чикаго. У нього було 10 поверхів, заввишки 42 м. Незважаючи на не дуже вражаючі характеристики, за конструкцією це був перший сучасний хмарочос, збудований за допомогою сталевого каркаса. Це у свою чергу звільнило від напруги стіни, завдяки чому вони були унікально тонкими. Будинок був зруйнований в 1931 році.
Після появи хмарочосів почалися змагання за найвищий будинок у світі, які й досі тривають. Хмарочос символізував прогрес, розвиток, перемогу людини над її природними обмеженнями. Люди стежили й спостерігали за новими вершинами, які осягалися черговими досягненнями у галузі будівництва хмарочосів. У 1930 було закінчено будівництво Крайслер Білдінґа, 319 м, 77 поверхів. Але цей хмарочос залишався безперечним лідером у світі лише протягом одного року. Вже наступного року був побудований Емпайр-Стейт-Білдінґ, 381 м (448 м з антеною), 102 поверхи, який був найвищим хмарочосом у світі до 1972.
Обидва хмарочоса стали монументами своєї епохи, коли людство прагнуло побити всі рекорди й прорватися до нових вершин. Вони назавжди залишаться невід'ємною частиною Нью-Йорка, історії інженерії й архітектури.
Станом на 2020 рік Київ перебуває на 8-му місці у світі за кількістю хмарочосів із 1222 будівлями вище 35 метрів (12 поверхів). Також у топ-30 перебуває Харків. Київ за кількістю таких будинків обігнав Лондон (1 109), Москву (571) та Лос-Анджелес (643).

## Історія українського висотного будівництва
Детальніше у Хмарочоси України
В Україні перший хмарочос (для свого часу) був побудований в 1910–1912 у Києві на вулиці Інститутській, 16-18, за проєктом одеських архітекторів А. Мінкуса і Ф. Троупянського. Будинок називався Дім Гінзбурга, він мав 12 поверхів. Завдяки природній височині рельєфу, він здавався набагато вищим. В 1941 будинок був висаджений в повітря, а в 1954 на його місці почалось будівництво готелю Москва.

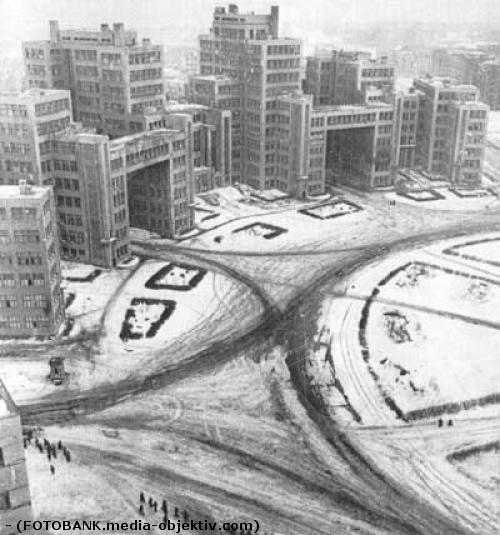
Держпром під час Другої Світової Війни, 1943

У листопаді 1928 відкрився Держпром, унікальний на ті часи будинок, у Харкові. Головні архітектори проєкту були С. Сєрафімов, М. Фєльґєр, С. Кравєц. Висота харківського «хмарочоса» становила 63 м, нараховуючи 13 поверхів. Загальна площа внутрішніх приміщень становить 60 тис. м². Держпром будувався практично без застосування засобів механізації. Весь обсяг грабарств виконувався вручну, основними знаряддями праці були лопати, тачки, носилки. Під час відкриття Держпром вважався одним з найсучасніших хмарочосів Європи. На реконструкцію й реставрацію в 2002–2004 рр. було виділено й освоєно 22,6 млн грн.
Наступна значна подія у столичному житті висоток відбулась у 1978 р., коли розпочалось будівництво будинку обчислювального центру, висота якого становила 121 м, нараховуючи 24 поверхи. Будівництво найвищого будинку столиці припинилось і він був добудований як Апеляційний Суд лише у 2006, на цей час вже маючи 25 поверхів загальною висотою 127 м.
У грудні 1999 р. розпочалось будівництво першого із двох висотних будинків, кожен на 28 поверхів, проєкту «Вежі» у Дніпрі. Будівництво першої черги закінчилось у 2003 р., другої у 2005. Через нерівну поверхню землі хмарочос має різну висоту з різних боків: від 123 м до 106 м.
Статус найвищої (385 метрів) споруди в України та єдиної з металевим конструктивом вже 46 років утримує Київська телевежа. Рівень у 100 метрів у будівлях був досягнутий ще у 1986 році, тепер це Міністерство інфраструктури (106 метрів). Найвищим на сьогодні є Кловський, 7а (162,6 м). Більше за все було прийнято в експлуатацію висоток у 2008 році — у Києві БЦ «Парус» (136 м), ЖК «Срибнокільська» (128 м), в Одесі — Ark Palace I (108 м). У 2012 карта висоток поповнилась двома об'єктами — Gulliver (141,2 м) та 101 Tower (116,1 м), у 2013 — PecherSky (105,3 м).

## Сучасність

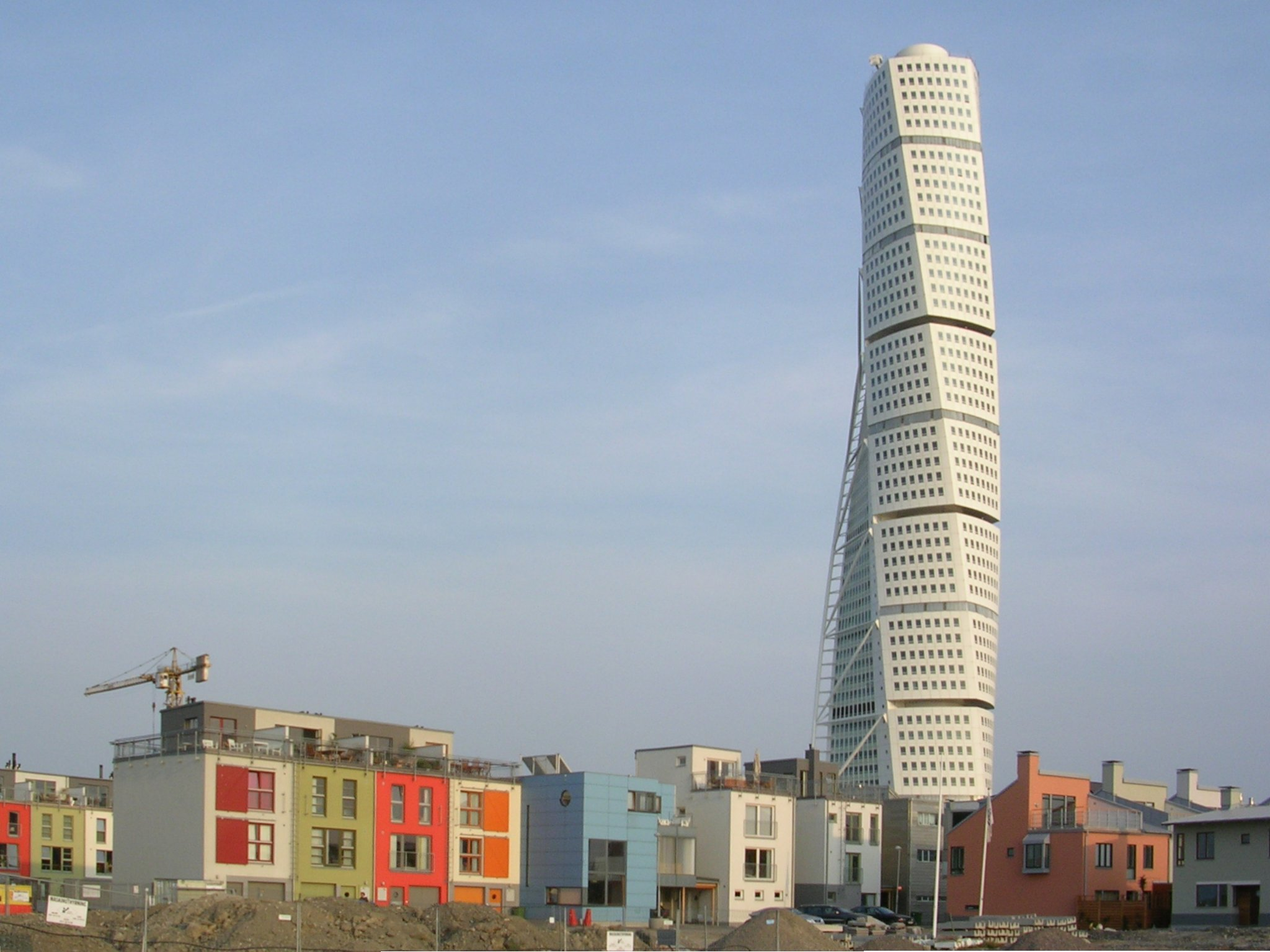
Одним з унікальних хмарочосів Європи є Turning Torso у місті Мальме, Швеція. Висота 190 метрів

Порівняння п'яти найвищих хмарочосів світу з антенами включно

У Європі основними центрами скупчення хмарочосів є Лондон, Париж (Ля Дефенс), Франкфурт, Варшава й Роттердам. У Москві на площі 100 гектар зараз будується район Москва-Сіті — комплекс хмарочосів різного призначення. Серед близько десяти будівель виділяється Вежа Федерації — найвищий хмарочос у Європі, будівництво якого планується закінчити у 2007 році. Висота Вежі становитиме 354 м і буде нараховувати 93 поверхи. По закінченню будівництва місто вийде на одну із лідерських позицій у списку найвищих хмарочосів світу. Що стосується Європи, то постійне суперництво в побудові якісних і унікальних хмарочосів в якійсь мірі поступилося гонці за їх висотою. Величезне значення в престижі хмарочоса грає його архітектор і врівноважений підхід до архітектурного стилю, який не переступає планку кітчу.

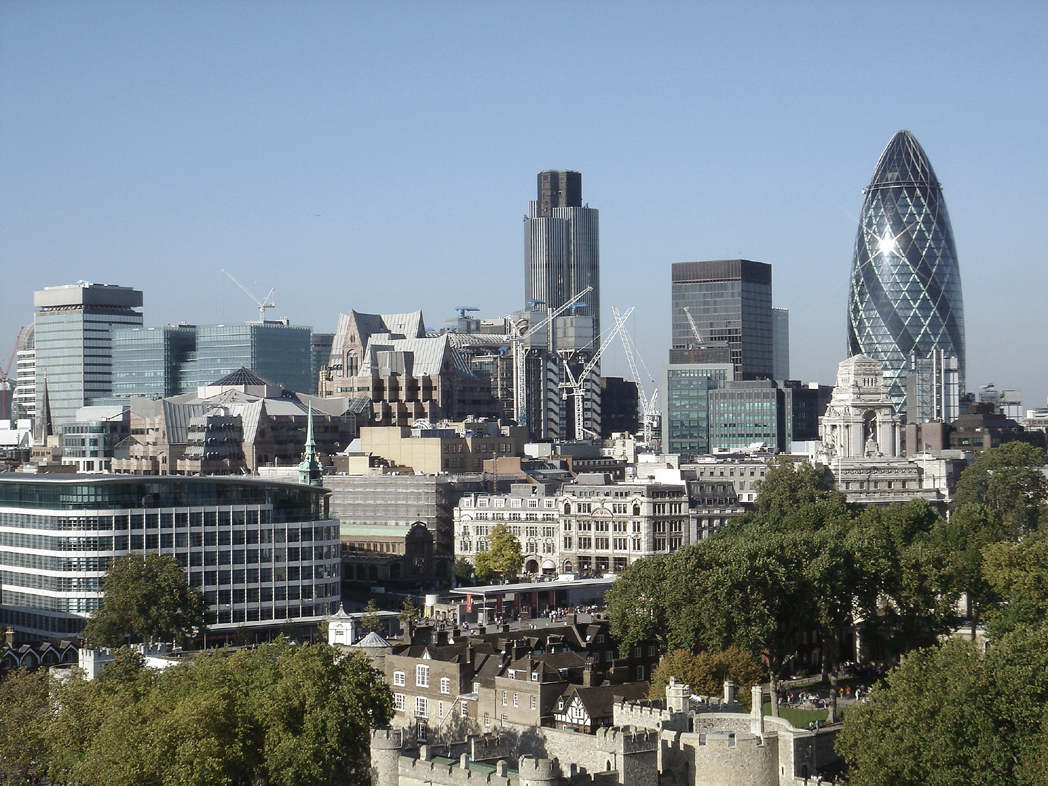
Лондон. Хмарочоси у діловому центрі міста

Багато сучасних міст у Європі розташовують хмарочоси офісного й адміністративного використання в одному районі. Його називають по-різному — діловий центр, Сіті або сучасний центр. Це робиться для практичних цілей, наявність необхідної інфраструктури сприятливо сприяє функціонуванню цих центрів, також це зберігає історичні райони. Ділові центри як правило перебувають близько до історично сформованого центру. Скупчення хмарочосів в одному районі створює скайлайн (урбаністична панорама міста). Відомі скайлайни легко пізнавані і є своєрідними візитними картками міст. Найвищий хмарочос у Європі (Вежа на Набережній, 268 м, 61 поверх) відкрито у Москві 2007 року.
Найвищі хмарочоси перебувають за межами Європи в Америці й Азії. У вересні 2004 р. розпочалося будівництво, а в січні 2010 офіційно відкритий «Бурдж Халіфа» — найвищий хмарочос світу у місті Дубай, Об'єднані Арабські Емірати. Його висота становить 640 м до даху, а разом зі шпилем — 828 м. Споруда має 162 поверхи (не враховуючи підвал).
Зараз другий за висотою є «Тайбей 101» англ. Taipei 101. Його будівництво почалось у 1999 році і закінчилось у 2003. Висота становить 449.2 м до даху і 509.2 м з антеною, нараховуючи 101 поверх. Цей хмарочос негайно став символом і пошаною Тайваню. З врахуванням антени, Сіарс Тауер у Чикаго вищий, становлячи 527 м, але до даху — 442 метри. Таким чином, Тайпей 101 випереджає Сіарс Тауер на 7.2 м.
51 найвищий хмарочос світу. Не враховуючи антени, хмарочосів, які будують, або будь-які інші додаткові елементи
| Місце | Назва                      | Місто        | Висота  | Кількість поверхів | Рік відкриття |
| ----- | -------------------------- | ------------ | ------- | ------------------ | ------------- |
| 1     | Бурдж Халіфа (Вежа Халіфа́) | Дубай        | 828 м   | 162                | 2010          |
| 2     | Тайбей 101                 | Тайбей       | 449.2 м | 101                | 2003          |
| 3     | Вілліс Тауер               | Чикаго       | 442 м   | 110                | 1973          |
| 4     | Джін Мао                   | Шанхай       | 420 м   | 88                 | 1998          |
| 5     | 2 Інтернац. Фінанс. Центр  | Гонконг      | 406.9 м | 88                 | 2003          |
| 6     | Петронас Тауер             | Куала-Лумпур | 403 м   | 88                 | 1996          |
| 7     | Петронас Тауер             | Куала-Лумпур | 403 м   | 88                 | 1996          |
| 8     | Сітік-Плаза                | Гуанчжоу     | 391 м   | 80                 | 1997          |
| 9     | Шун-Хінг-Сквер             | Шеньжень     | 384 м   | 69                 | 1996          |
| 10    | Емпайр-Стейт-Білдінґ       | Нью-Йорк     | 381 м   | 102                | 1931          |
| 11    | Централ-Плаза              | Гонконг      | 374 м   | 78                 | 1992          |
| 12    | Башта Банку Китаю          | Гонконг      | 367 м   | 72                 | 1990          |
| 13    | Офісна вежа Еміратів       | Дубай        | 355 м   | 54                 | 2000          |
| 14    | Тантекс Скай Тауер         | Гаосюн       | 348 м   | 85                 | 1997          |
| 15    | Аон центр                  | Чикаго       | 346 м   | 83                 | 1973          |
| 16    | Центр                      | Гонконг      | 346 м   | 73                 | 1998          |
| 17    | Джон Генкок Центр          | Чикаго       | 344 м   | 100                | 1969          |
| 18    | Готель Рюгьон              | Пхеньян      | 330 м   | 105                | 1992          |
| 19    | Бурдж аль-Араб             | Дубай        | 321 м   | 60                 | 1999          |
| 20    | Крайслер Білдінґ           | Нью-Йорк     | 319 м   | 77                 | 1930          |
| 21    | Америка Плаза Банк         | Атланта      | 312 м   | 55                 | 1992          |
| 22    | США Банк Тауер             | Лос-Анджелес | 310 м   | 73                 | 1990          |
| 23    | Менара Телеком             | Куала-Лумпур | 310 м   | 55                 | 2001          |
| 24    | Готел Тауер Емірати        | Дубай        | 309 м   | 56                 | 2000          |
| 25    | Будівля корпорації AT&T    | Чикаго       | 307 м   | 60                 | 1989          |
| 26    | ДжейПиМоргенчейс Тауер     | Х'юстон      | 305 м   | 75                 | 1982          |
| 27    | Баійоке Тауер 2            | Бангкок      | 304 м   | 85                 | 1997          |
| 28    | Друга Пруденщал Плаза      | Чикаго       | 303 м   | 64                 | 1990          |
| 29    | Кінґдом Центр              | Ер-Ріяд      | 302 м   | 41                 | 2002          |
| 30    | Фьорст Кенейдіан Плейс     | Торонто      | 298 м   | 72                 | 1976          |
| 31    | Йокохама Лендмарк Тауер    | Йокогама     | 296 м   | 70                 | 1993          |
| 32    | Веллс Фарго Плаза          | Х'юстон      | 296 м   | 71                 | 1983          |
| 33    | 311 Саус Вокер Драйв       | Чикаго       | 293 м   | 65                 | 1990          |
| 34    | СЕҐ Плаза                  | Шеньжень     | 292 м   | 70                 | 2000          |
| 35    | Америкен Інтернейшнл       | Нью-Йорк     | 290 м   | 66                 | 1932          |
| 36    | Кій Тауер                  | Клівленд     | 289 м   | 57                 | 1991          |
| 37    | Плаза 66                   | Шанхай       | 288 м   | 66                 | 2001          |
| 38    | Ван Ліберті Плейс          | Філадельфія  | 288 м   | 61                 | 1987          |
| 39    | Америкен Банк Тауер        | Сієтл        | 285 м   | 76                 | 1985          |
| 40    | Тумороу Сквейр             | Шанхай       | 285 м   | 55                 | 2003          |
| 41    | Ченґ Конґ Сквейр           | Гонконг      | 283 м   | 62                 | 1999          |
| 42    | Трамп Білдінґ              | Нью-Йорк     | 283 м   | 70                 | 1930          |
| 43    | Американ Плаза Банк        | Даллас       | 281 м   | 72                 | 1985          |
| 44    | ОУБ Центр                  | Сінгапур     | 280 м   | 63                 | 1986          |
| 45    | Репаблік Плаза             | Сінгапур     | 280 м   | 66                 | 1995          |
| 46    | УОБ Плаза 1                | Сінгапур     | 280 м   | 66                 | 1992          |
| 47    | Сітігруп Центр             | Нью-Йорк     | 279 м   | 59                 | 1977          |
| 48    | Нью-Ворлд-Тауер            | Шанхай       | 278 м   | 61                 | 2002          |
| 49    | Скощ'я Плаза               | Торонто      | 275 м   | 68                 | 1988          |
| 50    | Вильямс Тауер              | Х'юстон      | 275 м   | 64                 | 1983          |
| 51    | Ворлд Трейд Тауер          | Ухань        | 273 м   | 58                 | 1998          |

## Українські сучасні хмарочоси
В Україні одним з найвищих хмарочосів вважається побудований у 2009 році Континенталь, торгово-розважальний бізнес-центр в Києві. Він здіймається на 141,2 м, 35 поверхів. Незважаючи на відсутність безлічі хмарочосів, в Україні існують проєкти хмарочосів світового рівня. 22 грудня 2006 на Глибочицькій вулиці міста Києва почалось будівництво Міракс-Плаза. Його майбутня висота становитиме 172 м і матиме він 44 поверхи. Будівництво здійснює російська компанія «Mirax Group». Будівництво мало закінчитись до кінця 2009 року, проте восени 2008 було заморожено. Станом на 2017 рік на данній ділянці будується 26-поверховий ЖК «Mirax». У наш час[коли?] найвищим в Україні є Житловий комплекс на Кловському узвозі, 7, який за проєктом мав нараховувати 37 поверхів, проте було збудовано 47.
Крім Києва, останнім часом масштабні проєкти хмарочосів стали з'являтися у Дніпрі. Крім уже існуючих двох 30-поверхових будинків у місті існують проєкти хмарочосів до 50 поверхів. Серед найвищих будинків міста є Міст-Сіті Центр, котрий складається з двох веж 97 та 85 м. Іншими є комплекс Башти, котрий складається з двох башт однакової висоти — 123 м.
У Харкові найвищою будівлею зараз є житловий комплекс ЖК «Світлий дім», 27 поверхів (25 житлових), висота 99 м. Загалом, станом на початок 2007 року, у Харкові будується 15-20 будинків, які мають більше ніж 20 поверхів.
Значні проєкти
Київ
- Тризуб, проєкт хмарочоса світового рівня, на лівому березі біля станції метро Лівобережна, що існує з 2005 р., і лише у грудні 2006 головний архітектор проєкту Сергій Бабушкін повідомив про термін початку будівництва, — кінець травня 2007 р. Станом на січень 2008 будівництво ще не розпочалось. Висота та поверховість незвичайного проєкту залишаються невідомими, у першій офіційній згадці мова йшла про хмарочос у 86 поверхів висотою 402,10 м, але існує велика ймовірність того, що після дозволу здійснювати будівництво на необмежену висоту на лівому березі Києва остаточний проєкт матиме більшу висоту (зараз представлено 101). Крім того, перший проєкт вже відрізнявся від другого, зробленого після відповідної заяви. Хмарочос буде зведений на земельній ділянці у 2,5 га.

Навколо Тризубу планується створення сучасного ділового центру Києва, зокрема, будівництво додаткових хмарочосів, серед яких Тризуб буде домінантою. Найзначнішим з них є проєкт хмарочоса у вигляді державного прапора України на 67 поверхів, який вперше передбачалось побудувати на Майдані Незалежності замість Готелю Україна(в минулому готель Москва). Проєкт такого рівня змусить звернути світову увагу до Києва, сприяючи туристичному розвитку у місті, створити велику кількість робочих місць, зокрема принесе значні інвестиції місту. [джерело?]
Офіційно не підтвердженим інвестором проєкту вважається ТОВ Інвестиційно-будівельна компанія «Столиця». Проєкт отримав багато критики зі стороні засобів масової інформації. [джерело?]
Дніпро
- ТДЦ Брама.

Проєктувальник: ТОВ Дольник і Ко 

Авторський колектив: Головний Архітектор Прожекту Сергій Філімонов, моделювання та візуалізація — Костянтин Голуб, Олексій Поківайлов, Дмитро Голуб, розробка «Брама» — колектив «Дольнік і Ко» 

Замовник: ЗАТ «АКТУ»
У 2007 році компанія Alef Estate планувала почати будівництво 48-ми поверхового хмарочоса загальною площею 129,9 тис. У Брамі з 1 по 6 поверхи буде розташовуватися громадська зона (торговельні приміщення та паркінг), з 7 по 48 поверхи — житлові приміщення. Проєкт уже двічі змінювався. Розрахункові терміни будівництва хмарочоса — 3 роки. У травні 2007 р. з'явилась інформація, що проєкт знову змінили, висота нового проєкту становить 180 м без шпиля. Зі шпилем 210 м. Замість 48 буде 54 поверхи. Закінчити будівництво повинні до Євро 2012.

### Норми
1 січня набули чинності нові містобудівні норми (ДБН), які стосуються будівництва висотних будівель. Вони привносять такі нововведення:
- дозволено проєктувати будівлі висотою до 150 м,
- введена обов'язкова енергоефективність висотних будівель класом не нижче «В»,
- встановлено вимоги щодо жорсткості сталевих і сталезалізобетонних конструкцій для проєктування надійних каркасів,
- введений аеродинамічний обдув моделей висотних будівель для забезпечення комфортних вітрових потоків,
- підвищені норми до пожежної безпеки.

## Хмарочоси і суспільство
Із древніх часів люди прагнули до неба, вони думали, що таким чином будуть ближче до Бога. Після Відродження люди прагнули вгору, щоб довести собі свої технологічні здатності. Сьогодні це гонка за престиж, якість і оптимальне використання землі. Проте людей завжди вражала незвичайна висота, яку створила сама людина. У Тайвані головний хмарочос відображає культуру й гордість народу. У Парижі сполучення стародавності й сучасності. Українське суспільство є менш терплячим. Останнім часом дехто хмарочоси називає монстрами і помилково вважає, що у Західній Європі будівництво хмарочосів скрізь заборонене.
За радянських часів хмарочоси офіційною пропагандою позиціонувались як символ людиноненависті в капіталістичному суспільстві. Прикладом використання образу є агітаційні вірші на кшталт «В Америці хмарочоси, // А трудящі голодні й босі».

## Термінологія

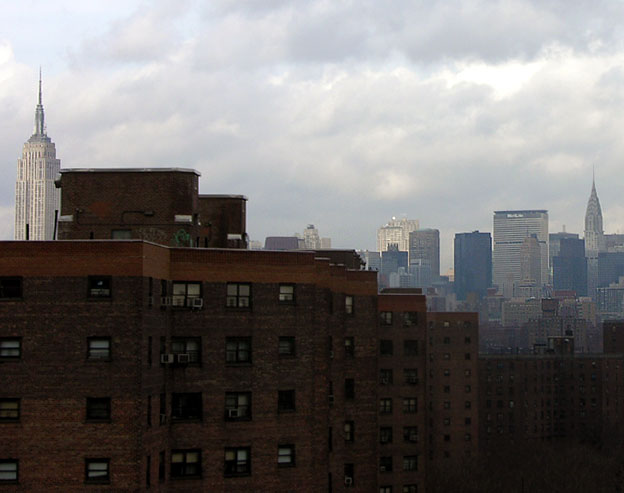
Попереду — однотипні житлові будинки коміблоки, на тлі — хмарочоси. Нью-Йорк

Хмарочос — високий будинок, житлового, офісного або адміністративного використання. Загальновизнаного визначального критерію хмарочоса не існує. Мінімальна висота хмарочоса коливається приблизно у рамках 120 м- 150 м. Кількість поверхів і зовнішній вигляд теж впливають на визначення хмарочоса.
Коміблок (англ. Commieblock, Tower Block) — термін, який використовують ентузіасти архітектури щодо однотипних багатоповерхових житлових будинків. Коміблок може бути хмарочосом. В Канаді та США вживається термін Projects (укр. проєкти).
Висотка — зазвичай будинок нижче хмарочоса, 9-25 поверхів. Іноді використовуються синхронно із хмарочосом.
Скайлайн — транслітерація англійського skyline. Урбанічна панорама або вигляд міста зі сторони.
Синоніми — небосяг, хмаросяг, хмародряп (гумористично) небошкряб (дослівний переклад з англ. skyscraper (sky — «небо», scraper — «шкрябун»)).

## Технології будівництва
Сучасні хмарочоси будуються за технологією сталевого каркаса. Спочатку зводиться каркас зі сталі, на нього припадає весь тиск. Стіни частіше грають лише ізоляційну й декоративну роль, що дозволяє робити їх зі скла.
Весь цикл створення звичайного сучасного хмарочоса:
1. Знаходиться територія зі стійким ґрунтом і гарним місцем розташування.
2. Риється яма до кам'яної поверхні. Вона має підтримувати хмарочос.
3. Підпору кладуть на дно ями. Підпори функціонують як великі підкладки, що розподіляють вагу.
4. Підпори заливають бетоном утворюючи першу підлогу.
5. Вертикальні балки споруджені та вміщені за допомогою великих кранів. Функцією цих балок буде підтримування вертикального навантаження.
6. Горизонтальні металеві бруси спорудженні між вертикальними балками. Функцією цих брусів є утримання структури будівлі.
7. Зовнішні стіни функціонують як завіси. Ці завіси ставлять наприкінці або синхронно з будівництвом.

## Галерея

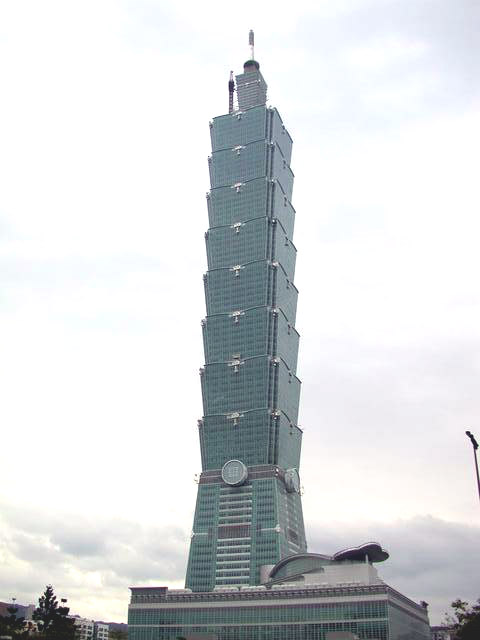
Тайпей 101
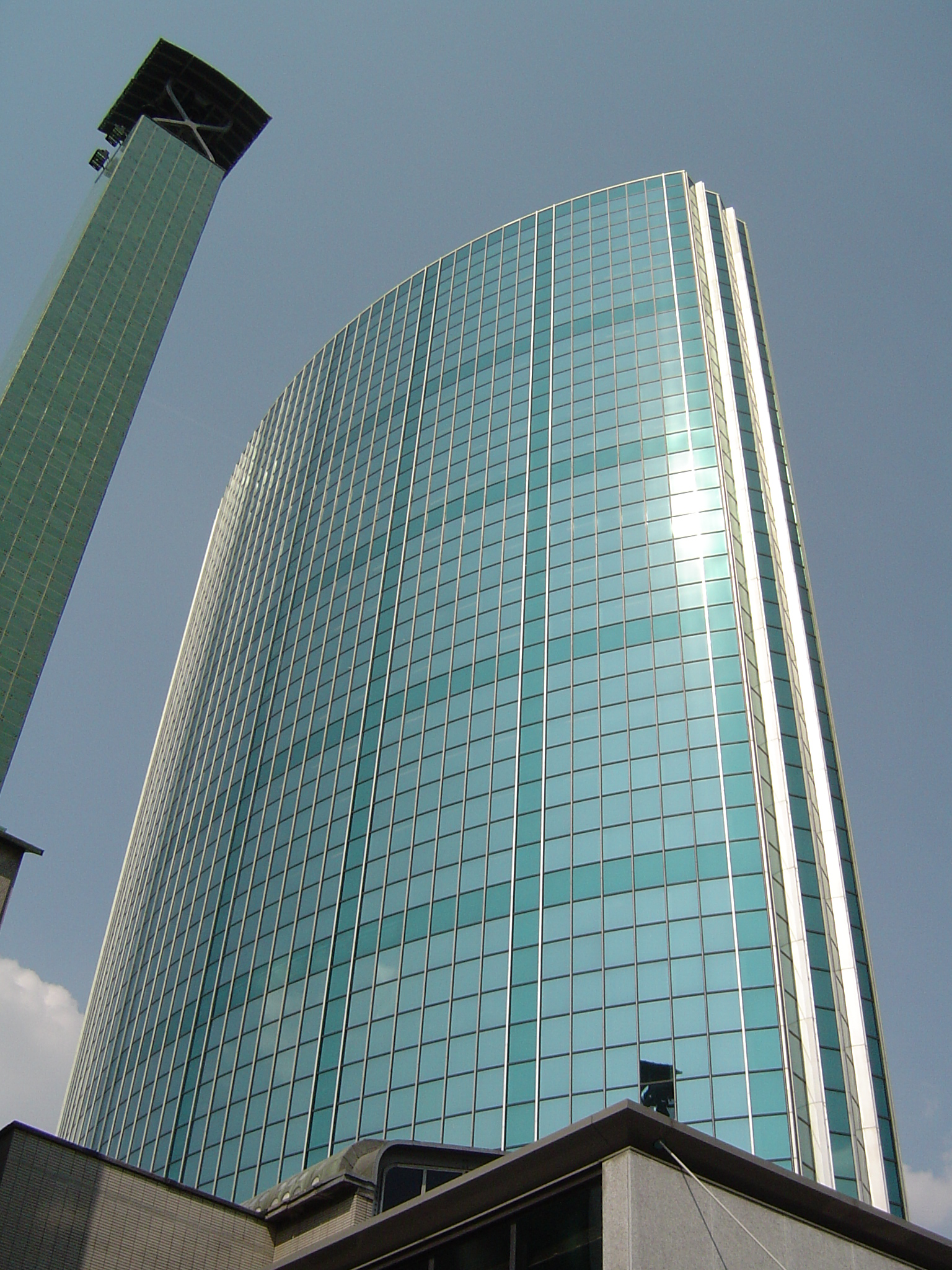
ВТЦ, Роттердам
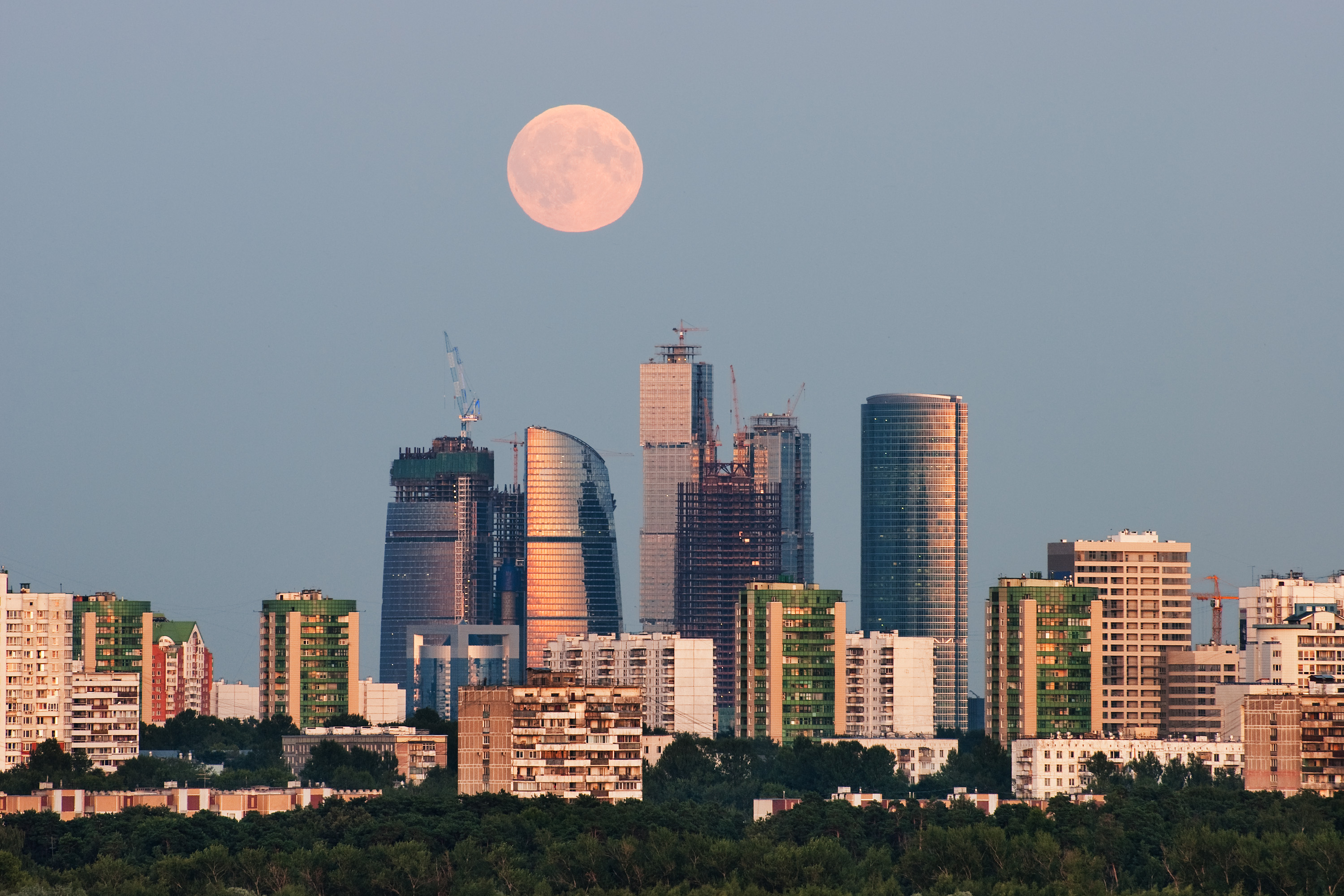
Московський Міжнародний Діловий Центр
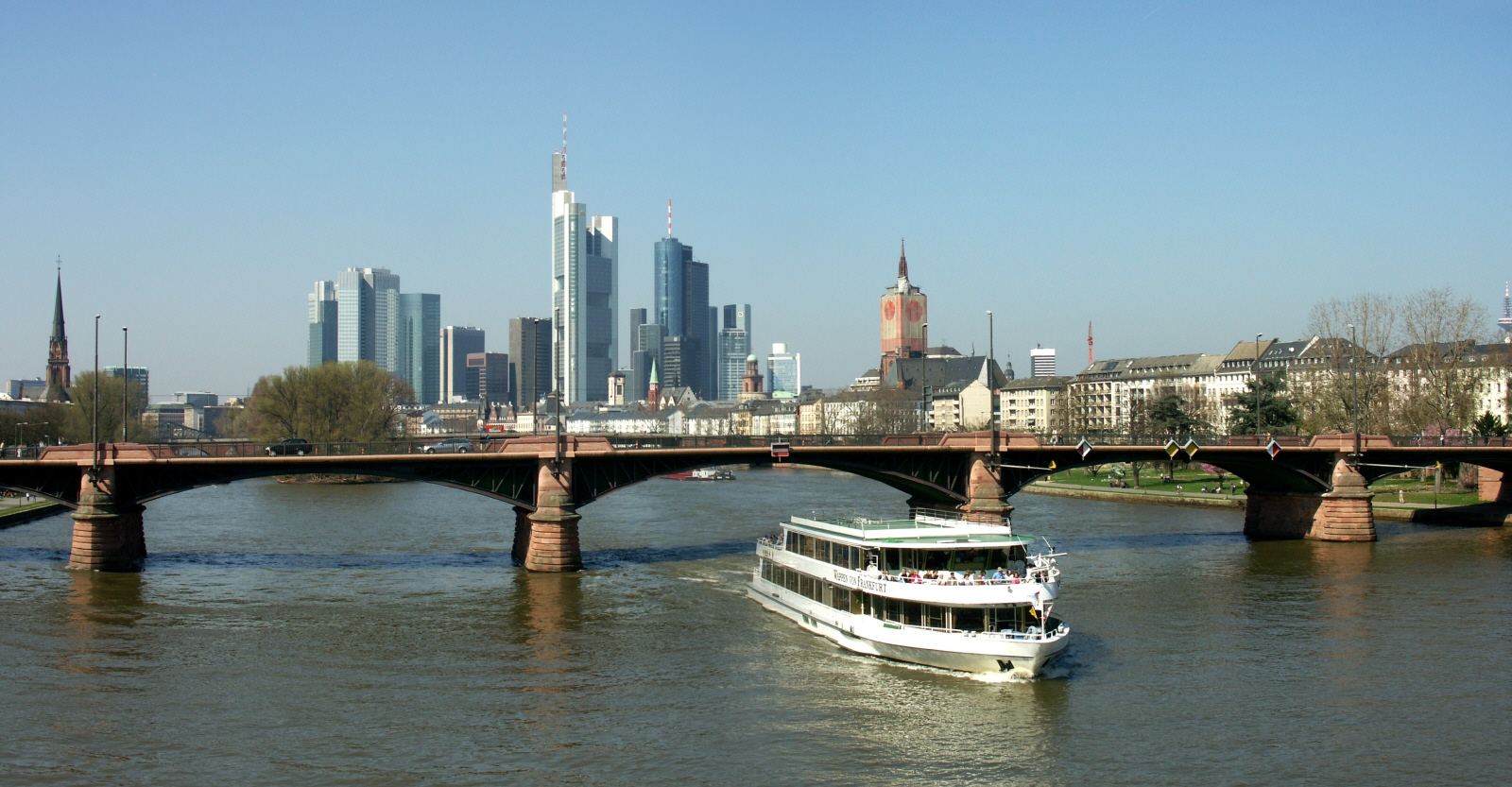
Сучасний Франкфурт вважається головним містом хмарочосів Європи
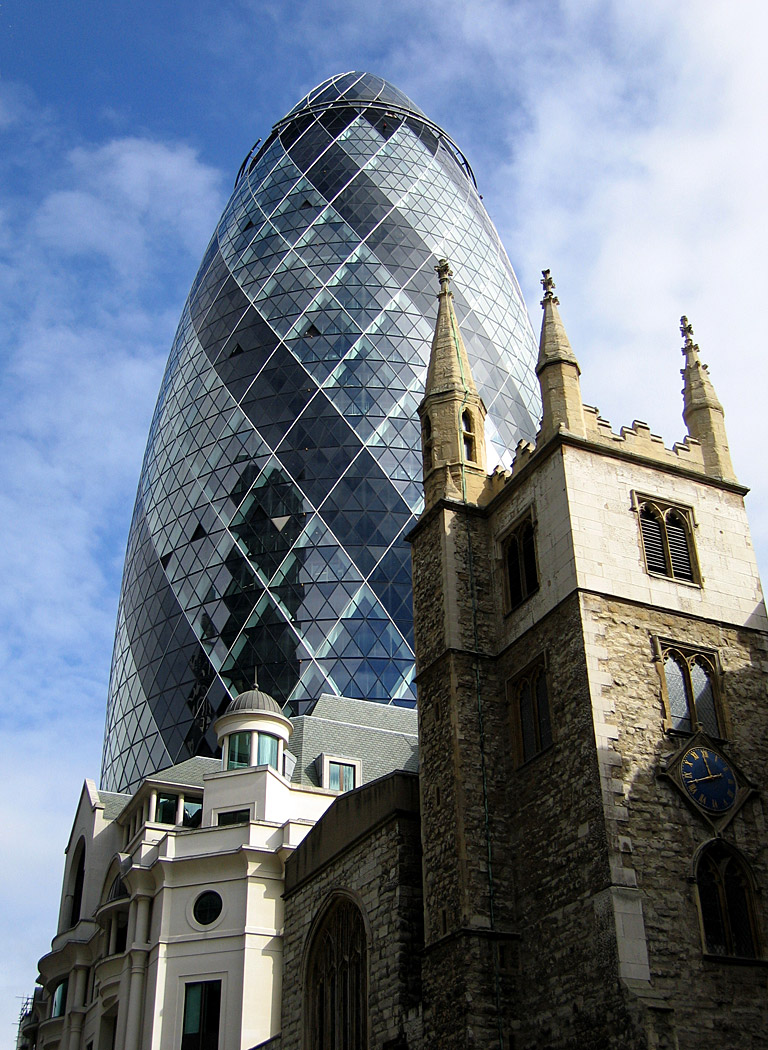
Відомий хмарочос "Огірок" ("Swiss Re") у Лондоні
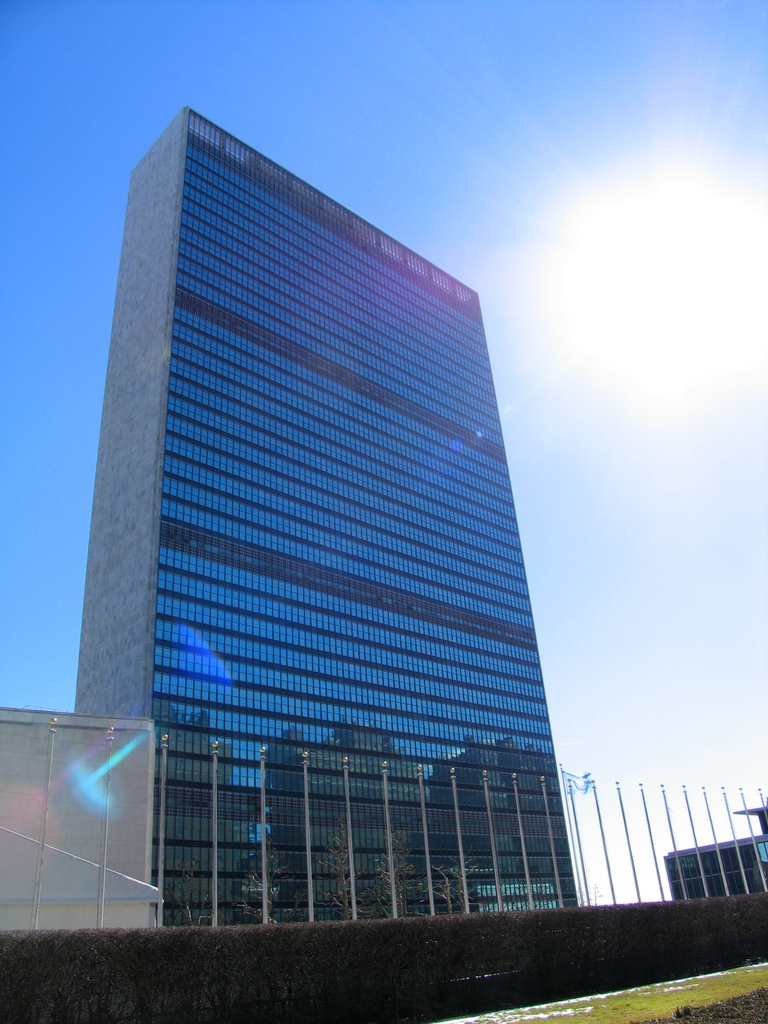
Будинок ООН, Нью-Йорк
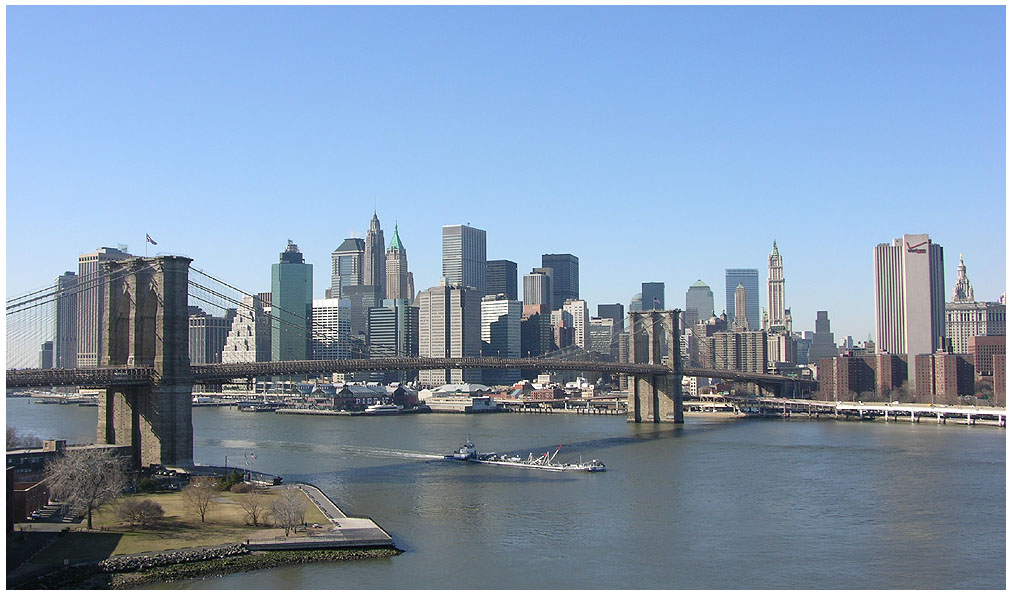
Нижній Манхеттен, Нью-Йорк
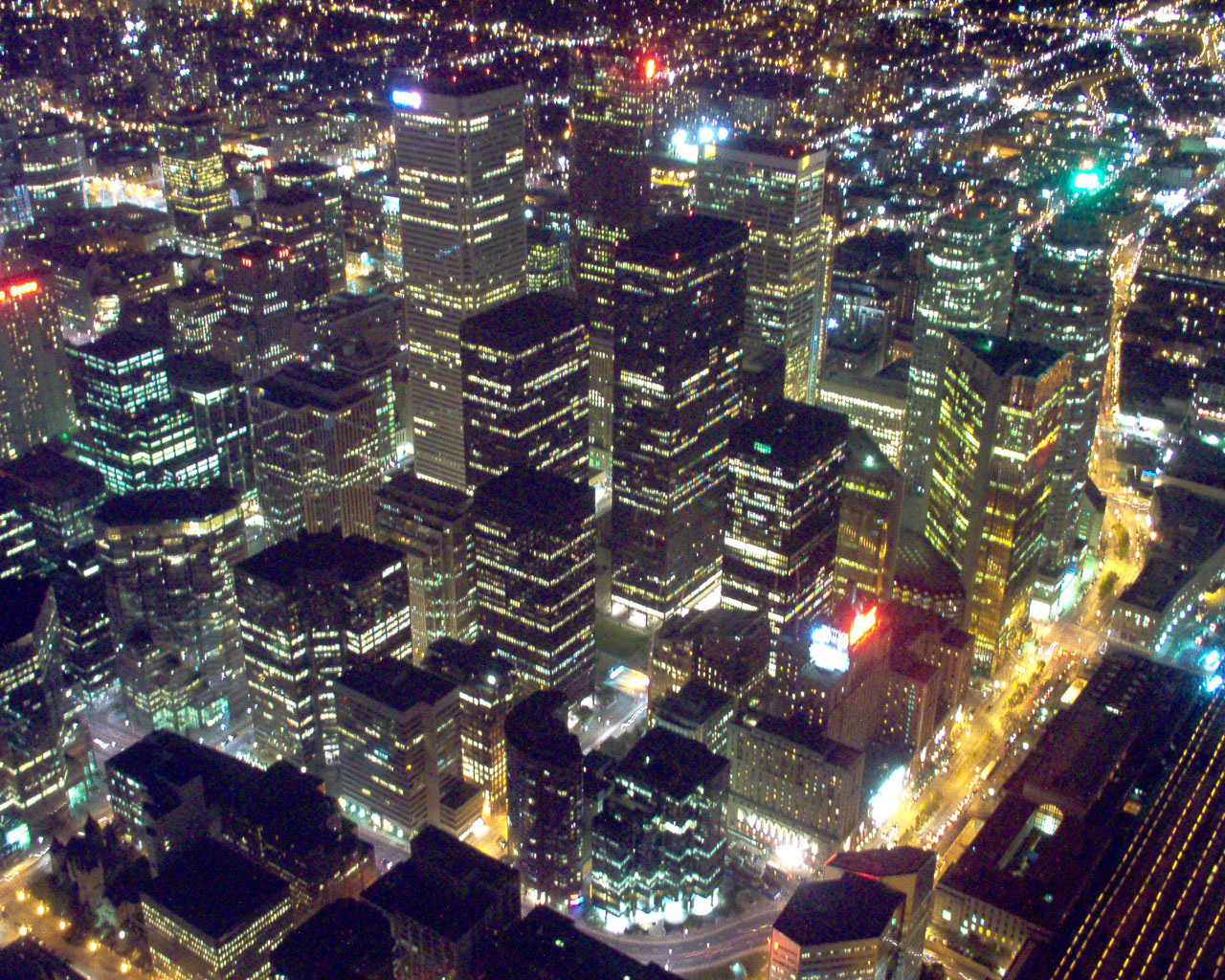
Нічний Торонто
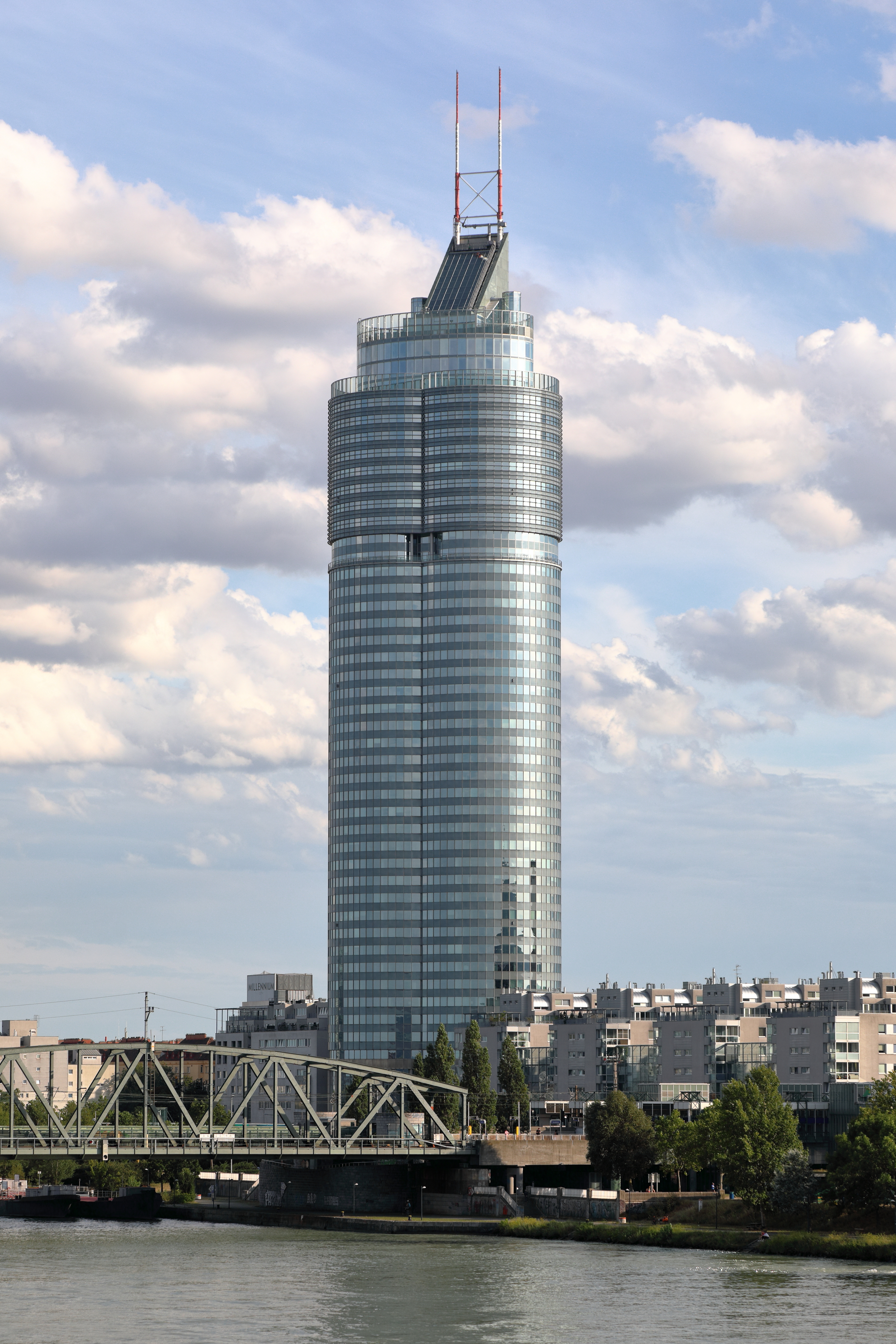
Міленіум Вежа, Відень
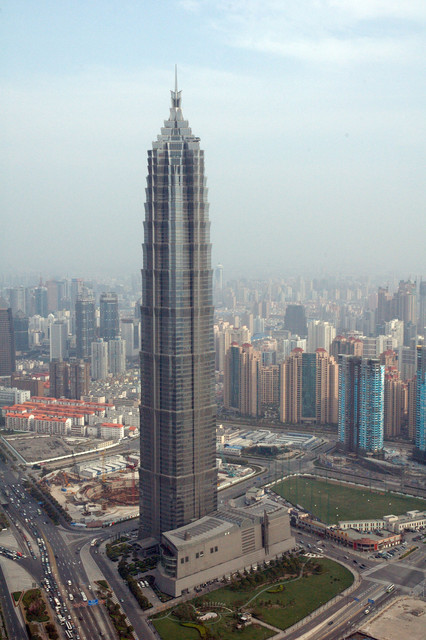
Джин Мао, Шанхай